# Municipio de Itasca (Minnesota)
El municipio de Itasca (en inglés: Itasca Township) es un municipio ubicado en el condado de Clearwater en el estado estadounidense de Minnesota. En el año 2010 tenía una población de 132 habitantes y una densidad poblacional de 1,42 personas por km².

## Geografía
El municipio de Itasca se encuentra ubicado en las coordenadas 47°17′34″N 95°14′33″O / 47.29278, -95.24250. Según la Oficina del Censo de los Estados Unidos, el municipio tiene una superficie total de 92.84 km², de la cual 89,02 km² corresponden a tierra firme y (4,11 %) 3,82 km² es agua.

## Demografía
Según el censo de 2010, había 132 personas residiendo en el municipio de Itasca. La densidad de población era de 1,42 hab./km². De los 132 habitantes, el municipio de Itasca estaba compuesto por el 97,73 % blancos, el 1,52 % eran amerindios y el 0,76 % eran de una mezcla de razas. Del total de la población el 0 % eran hispanos o latinos de cualquier raza.